# Натальино (муниципальный округ Егорьевск)
Ната́льино — деревня в муниципальном округе Егорьевск Московской области России . 

## География
Деревня Натальино расположена в юго-западной части муниципального округа Егорьевск, примерно в 21 километре к югу от города Егорьевск. В 3 киломтерах к юго-западу от деревни протекает река Раменка. Высота над уровнем моря 132 метров.

## Название
Название по имени помещицы Натальи Александровны Рославлевой, которой принадлежала деревня.

## История
Деревня возникла в конце XVIII века на месте пустошей Митрошево и Столбищи из переселённых крестьян.
До отмены крепостного права деревня принадлежала помещице Полуденской. После 1861 года деревня вошла в состав Раменской волости Егорьевского уезда. Приход находился в селе Раменки.
В 1926 году деревня входила в Раменский сельсовет Раменской волости Егорьевского уезда.
До 1994 года Натальино входило в состав Раменского сельсовета Егорьевского района, а в 1994—2006 годы — Раменского сельского округа.
До 2015 года входила в состав сельского поселения Раменское.

## Демография
В 1885 году в деревне проживало 100 человек, в 1905 году — 109 человек (46 мужчин, 63 женщины), в 1926 году — 73 человека (27 мужчин, 46 женщин). По переписи 2002 года — 5 человек (3 мужчины, 2 женщины). Население — 6 человек (2010).
| 1859 | 1868 | 1885 | 1905 | 1926 | 2002 | 2006 |
| ---- | ---- | ---- | ---- | ---- | ---- | ---- |
| 84   | ↘81  | ↗100 | ↗109 | ↘73  | ↘5   | ↘2   |
| 2010 |      |      |      |      |      |      |
| ↗6   |      |      |      |      |      |      |